# Alfred Ebenbauer

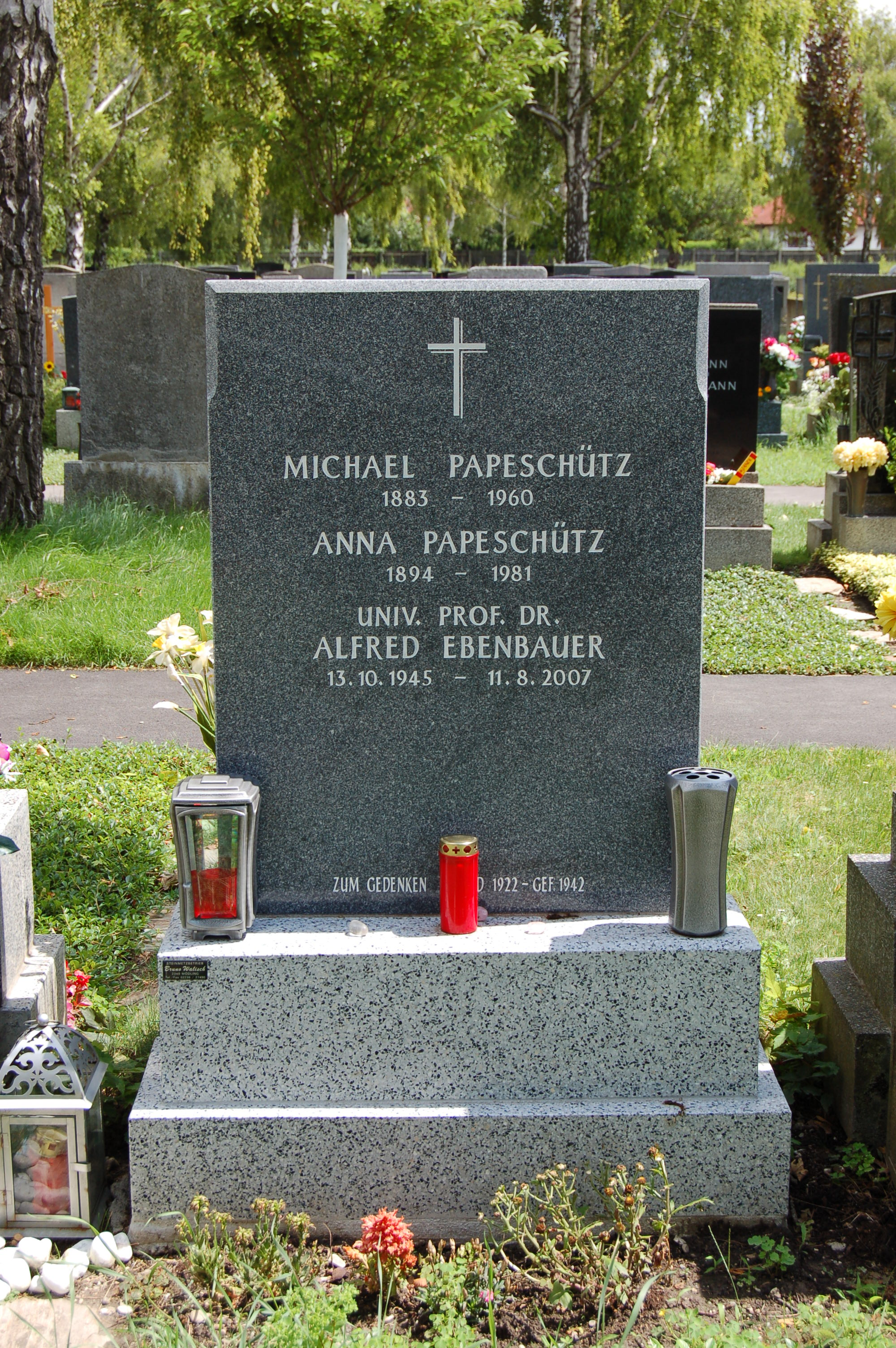
Grabmal von Alfred Ebenbauer

Alfred Ebenbauer (* 13. Oktober 1945 in Sankt Michael in Obersteiermark; † 11. August 2007) war ein österreichischer germanistischer und skandinavistischer Mediävist. Er war von 1991 bis 1998 Rektor der Universität Wien und von 1991 bis 1993 Präsident der Österreichischen Rektorenkonferenz.

## Leben
Alfred Ebenbauer war das erste von fünf Kindern eines Agrarbeamten. Die Matura absolvierte er in Judenburg und schloss sie mit Auszeichnung ab. Er studierte Germanistik und Geschichte an der Universität Wien und wurde dort 1970 mit „sub auspiciis Praesidentis“ für seine Arbeit „Helgisage und Helgikult“ promoviert. Von 1970 bis 1978 war er Universitätsassistent und Lehrbeauftragter am Wiener Institut für Germanistik. 1978 habilitierte er sich für „Ältere deutsche und nordische Sprache und Literatur“. Es folgten Lehraufträge an der Leopold-Franzens-Universität Innsbruck und der Ruprecht-Karls-Universität Heidelberg.
In Heidelberg wurde er 1980 auf die Professur für Ältere Deutsche und Germanische Philologie berufen. 1981 wechselte er auf den Lehrstuhl für Ältere deutsche Sprache und Literatur an die Universität Wien, war von 1987 bis 1990 Dekan der Geisteswissenschaftlichen Fakultät und anschließend bis 1998 Rektor der Universität.
Alfred Ebenbauer nahm sich am 11. August 2007 im Alter von 61 Jahren das Leben. Seine feierliche Verabschiedung in der Feuerhalle Simmering fand am 23. August 2007 statt, seine Urne ist in einem ehrenhalber gewidmeten Grab am Stammersdorfer Zentralfriedhof (Gruppe 21, Reihe 3, Nummer 22) beigesetzt.

## Wirken
Ebenbauer war Mitglied zahlreicher wissenschaftlicher Vereine. Er engagierte sich in internationalen Partnerschaften der Universität Wien und initiierte den Beitritt zum Erasmus-Programm und Sokrates-Programm. Er war von 2000 bis 2006 Präsident des Österreichischen Austauschdienstes (ÖAD). Ebenbauer steht für die Umsetzung der Universitätsreform (UOG 1993). Zusätzlich war er von 1991 bis 1993 Präsident der Österreichischen Rektorenkonferenz, von 1993 bis 1998 deren Vizepräsident. Er setzte sich maßgeblich für die Reformierung des Bildungs- und Universitätssystems in Österreich ein. Für seine Verdienste um das österreichische Bildungs- und Universitätssystem wurde er im April 2005 mit dem Großen Goldenen Ehrenzeichen für Verdienste um die Republik Österreich gewürdigt.

## Auszeichnungen und Ehrungen
- Ehrendoktorwürde der Universität Tirana
- Ehrensenator der Universität Wien (2000)
- Großes Verdienstkreuz der Wiener Ärztekammer
- Ehrenmedaille der Masaryk-Universität in Brünn
- Großes Silbernes Ehrenzeichen für Verdienste um das Land Wien (2003)
- Großes Goldenes Ehrenzeichen für Verdienste um die Republik Österreich (2005)[1]
- Goldenes Komturkreuz des Ehrenzeichens für Verdienste um das Bundesland Niederösterreich

## Schriften
- (Hrsg.) Die Juden in ihrer mittelalterlichen Umwelt, Böhlau Wien 1991, ISBN 3-205-05342-7, zusammen mit Klaus Zatloukal
- (Hrsg.) Universitätscampus Wien: Historie und Geist, Holzhausen Verlag 1998, ISBN 3-900518-97-1, zusammen mit Caspar Einem und Michael Häupl
- (Hrsg.) Ältere deutsche Literatur: Eine Einführung, Literas 2000, 6. Auflage, ISBN 3-85429-171-X, zusammen mit Peter Krämer
- (Hrsg.) Lexikon der antiken Gestalten in deutschen Texten des Mittelalters, de Gruyter, Berlin, New York 2003, ISBN 3-11-016257-1, zusammen mit Manfred Kern
- (Hrsg.) Heinrich von dem Türlin: Die Krone, Verse 12288–30042, Max Niemeyer Verlag, Tübingen 2005, ISBN 3-484-20218-1, zusammen mit Florian Kragl